# Прапор Великої Цвілі
Пра́пор Вели́кої Цві́лі — офіційний символ села Велика Цвіля Ємільчинського району Житомирської області, затверджений 30 січня 2014 р. рішенням № 199 XXVII сесії Великоцвілянської сільської ради V скликання.

## Опис
Квадратне полотнище поділене горизонтально на дві рівні частини. Верхня частина — жовтого кольору, символ сонця, хлібного і стиглого льонарського поля. Нижня частина — синього кольору, що символізує безхмарне небо, багатство краю природною водою. У центрі полотнища — символічна квітка з чотирьох синіх пелюсток і червоного центрального круга.
Автор — Надія Василівна Циба.